# Cathédrale Notre-Dame-de-Fátima de Ngozi
Cette  cathédrale n’est pas la seule cathédrale Notre-Dame-de-Fátima.
La cathédrale Notre-Dame-de-Fátima de Ngozi est le siège du diocèse de Ngozi. Elle est située à Ngozi, ville éponyme de la province de Ngozi, au Burundi.